# Birgitte Flindt Pedersen
Birgitte Axel Flindt Pedersen (født 12. september 1939 i Hadsund) er en tidligere dansk socialdemokratisk politiker. Hun er ergoterapeut og er bosiddende i Kerteminde.
Hun er datter af K. Axel Nielsen, gift med Jørgen Flindt Pedersen og faster til Jakob Axel Nielsen.
I en årrække var hun viceborgmester i Birkerød Kommune. 